# Benthoclionella jenneri
Benthoclionella jenneri là một loài ốc biển, là động vật thân mềm chân bụng sống ở biển trong họ Clavatulidae.